# Centro Internacional de Prensa
El Centro Internacional de Transmisión o International Broadcast Centre (IBC, por sus siglas en inglés) es como se suele denominar a la sede temporal habilitada para la prensa en grandes eventos deportivos. También recibe los nombres de Centro Internacional de Prensa o Centro Principal de Prensa (MPC, en sus siglas en inglés).
- En la Copa Mundial de Fútbol de 2006, en Alemania, el IBC se ubicó en Múnich, donde acogió a periodistas de 190 países.
- En la Eurocopa 2016 de Francia, el Centro Internacional de Transmisión se ubicó en París.[1]
- En los Juegos Olímpicos de Río de Janeiro 2016 los centros de prensa, difusión y transmisiones fueron ubicados en el sector de Barra de Tijuca.[2]
- En La Copa Mundial de la FIFA Rusia 2018 el centro internacional de transmisión se ubicó en Moscú.
- En el IBC tiene 20 en los Juegos Olímpicos y 22 en las Copas del Mundo FIFA.